# Dörtyol (Hatay)
Pour les articles homonymes, voir Dörtyol.
Dörtyol est un chef-lieu de district de la province de Hatay. C'est un port et un terminal pétrolier dans le golfe d'Alexandrette (ou golfe d'İskenderun, autrefois golfe d'Issos) sur la côte méditerranéenne à 26 km au nord de la ville d'Alexandrette (en turc İskenderun). Dörtyol signifie carrefour, mot-à-mot quatre chemins en turc.

## Géographie
Dörtyol est sur la E 91 d'Adana vers Alexandrette, Antakya (Antioche) puis vers Alep ou Lattaquié en Syrie. Dörtyol est à l'embouchure de la rivière Deli Çay (rivière folle). Environ 10 km plus au sud, la rivière Payas (Payas Çayı) près de Yakacık (Payas) constitue la frontière entre les districts de Dörtyol et d'İskenderun.
Le port de Dörtyol sert de terminal pétrolier. C’est le point d’arrivée d’un oléoduc d’environ 1 000 km de long, venant de Kirkuk en Irak et ouvert en 1978. Celui-ci a connu quelques vicissitudes et fonctionne très en dessous de ses capacités. Un autre oléoduc de 500 km de long provient des champs pétroliers de la province de Batman.
La campagne environnante produit du coton et des agrumes.

## Histoire
En 401 av. J.-C., Cyrus passe dans la région avant de rejoindre la Syrie. Il y est rejoint par une flotte grecque
La plaine autour de Dörtyol a été le théâtre de plusieurs batailles. La rivière Deli Çay et la rivière Payas (Payas Çayı) sont citées comme identifiées avec le Pinarus dont parle Strabon à propos de la bataille d'Issos victoire d’Alexandre le Grand contre le roi de Perse Darius III en 333 av. J.-C..
En 194, la plaine voit la victoire de l’empereur romain Septime Sévère contre son rival Pescennius Niger.
En 622, c’est l’empereur byzantin Héraclius qui y vainc l'empereur sassanide Khosro II.
Un peu au sud de Dörtyol se trouve la ville de Payas (Baïesses pour les croisés, en arménien : Payas, Պայաս, en arabe bâ’yas بائس qui marquait la frontière entre le royaume de Cilicie et la principauté d’Antioche. Deux forteresses appelées Cin Kulesi et Payas Kalesi défendent le passage. La construction de la plus petite, Cin Kulesi, daterait du VIIIe siècle et serait génoise ou vénitienne. La plus grande aurait une origine templière, mais les constructions actuellement visibles sont de style ottoman
En 1137, l’empereur byzantin Jean II Comnène, après avoir conquis le royaume arménien de Cilicie avance vers la principauté d'Antioche. Il occupe rapidement Dörtyol puis İskenderun, puis il déploie son armée aux portes d'Antioche le 29 août 1137.
En avril 1909, Dörtyol est une des villes où se produisent les massacres de Cilicie qui ont fait environ vingt mille victimes dans le seul vilayet d'Adana
Le 11 décembre 1918, un bataillon français occupe Dörtyol. 19 décembre 1918, à Hatay (Antakya/Antioche) et à Dörtyol, la première résistance contre les occupants commence. Le 4 janvier 1922, Adana est libérée. L'armée turque entre à Adana le 5 janvier. Mersin et Dörtyol sont libérées.
Le 27 janvier 1937, reconnaissance de l'indépendance de Hatay lors de la session de la Société des Nations à Genève. 14 juin 1937, ratification par l'assemblée nationale du Traité sur l'indépendance de Hatay.
Les 3-4 juillet 1938, conclusion entre la Turquie et la France d'un accord sur le stationnement d'un nombre égal de soldats à Hatay. Les troupes y entrent le 4 juillet.
La rivière de Payas a constitué la frontière entre la Turquie et le Sandjak d'Alexandrette, puis la république du Hatay, qui n’a été rattaché à la Turquie qu’en 1939. Avant cette date, le district de Dörtyol faisait déjà partie de la république turque et n’a été rattaché à la province de Hatay qu’après l’annexion de ce dernier à la Turquie.
Le bourg de Payas, devenu un centre industriel, est détaché de Dörtyol et devient une municipalité et district indépendant en 2012.